# Hikaru Hayashi
Hikaru Hayashi (林光, Hayashi Hikaru), né à Tokyo le 22 octobre 1931 et mort à Tokyo le 5 janvier 2012, est un compositeur japonais.
Ayant commencé sa carrière au cinéma par la création de Bandes Originales, il se fait vite connaître grâce au succès de sa partition de l'Île nue, film réalisé en 1960 par Kaneto Shindō, et qui connaîtra un succès mondial. Tout en poursuivant sa collaboration avec Kaneto Shindō dans des films tels que Onibaba (1965 au cinéma) ou Kuroneko (1968 au cinéma), il compose pour d'autres réalisateurs célèbres comme Susumu Hani, dans la Fiancée des Andes (1966 au cinéma), Nagisa Ōshima dans la Pendaison (1968 au cinéma) et Yasuzō Masumura pour les films La Bête Aveugle et Nuée d'oiseaux blancs tous deux réalisés en 1969.
Outre ses nombreuses participations dans le domaine du cinéma, il est aussi compositeur de musique d'orchestre.

## Compositions

### Œuvres pour Orchestre
- 1953 Symphonie en sol pour orchestre
- 1974 Kugyo pour Petit ensemble
- 1974 révisé en 1982 WINDS pour orchestre
- 1985 Symphonie no 2 pour orchestre
- 1993 Concert pour guitare et orchestre
- 1996 Concerto pour alto - « Élégie » pour alto et orchestre à cordes

### Œuvres pour orchestre d'harmonie
- 1987 Fanciful Opera pour euphonium et instruments à vent
- 1988 Flame of Prometheus pour orchestre d'harmonie

### Musique pour le théâtre

#### Opéra
| complété en | titre                                                      | actes | première                                                                  | livret              |
| ----------- | ---------------------------------------------------------- | ----- | ------------------------------------------------------------------------- | ------------------- |
| 1958        | Amanjaku to Uriko-hime                                     |       | 26 septembre 1968, Tokyo, Toshi Center Hall                               |                     |
| 1986        | Gauche the Cellist                                         |       | 1986, Tokio                                                               | Kenji Miyazawa      |
| 2002-2003   | Mori wa Ikiteiru                                           |       | 10 janvier 2003, Tokyo, Opera Theater Konnyaku-za/Setagaya Public Theatre |                     |
| 2003        | Hakuboku no Wa                                             |       | 23 septembre 2003, Yokohama, Kanagawa Kenmin Hall                         |                     |
| ?           | Dvenadtsat' mesyatsev                                      |       |                                                                           | Samouil Marchak     |
| ?           | Metamorphosis                                              |       |                                                                           | Franz Kafka         |
| ?           | I am a cat                                                 |       |                                                                           | Natsume Sōseki      |
| ?           | Three Sisters                                              |       |                                                                           | Anton Tchekhov      |
| ?           | Twelfth Night (en coopération avec Kyoko Hagi)             |       |                                                                           | William Shakespeare |
| ?           | Time for Hamlet (en coopération avec Kyoko Hagi)           |       |                                                                           | William Shakespeare |
| ?           | A Midsummer Night's Dream (en coopération avec Kyoko Hagi) |       |                                                                           | William Shakespeare |

#### Comédie musicale
- 1984 Never ending story - première 1984, Tokio, Tokyo Concerts

### Cantates
- 1958-1970 Genbaku shokei, chœur de cantate sur la tragédie d'Hiroshima

### Musique chorale
- 1958 révisé en 1971 Petits paysages de Hiroshima pour chœur mixte
- 1960 Songs of Ainu pour chœur et orchestre
- 1960 Gold Rush pour chœur mixte
- 1963 Children's game song for clapping pour chœur d'enfants
- 1964 Bokurano Machi ha, Kawabuchi pour chœur d'enfants
- 1971 All That The Man Left Behind When He Died pour chœur mixte et piano
- 1974 Dabohaze no Uta pour chœur d'enfants
- 1974 Ichidetachibana pour chœur d'enfants
- 1985 A Wish pour chœur mixte et piano
- 1985 Circulating Stars pour chœur mixte et piano
- A dark night pour chœur mixte et piano
- Echoes From The Flames pour chœur mixte
- Eternal River, pour chœur mixte, violon et piano
- “Four English Folksongs” uit “A Collection of Japanese lyric poems”, pour chœur mixte - texte Shinpei Nakayama
- Song pour chœur mixte et piano
- Songs of Woods (Ki-no-Uta) pour chœur mixte et piano
- Zoo - January pour chœur mixte et piano

### Musique vocale avec orchestre ou instruments
- 1968 Sky pour soprano et flûte
- 1990 At Noon, the August Sun..... pour soprano et orchestre
- A children's story for the orchestra "Cellist, Gorsh" pour soprano et piano
- Arióso pour soprano et piano
- Blanki pour soprano, violoncelle et piano
- Kodomo to Senro pour soprano, flûte et piano
- Michi pour soprano, flûte et piano
- Four Songs of Dusk pour soprano - texte Shuntarō Tanikawa
  1. Dusk is a huge book…
  2. Who turns the light off…
  3. In the next room with nobody in...
  4. For the night to receive the dead…
- Sora vpour soprano, flûte et piano
- Yottu no Yugure no Uta pour soprano et piano

### Musique de chambre
- 1947 Sonatine pour flûte à bec soprano
- 1965 Rhapsody pour violon et piano
- 1967 Sonata pour flûte et piano
- 1968 Winter on 72nd Street pour violon et piano
- 1974 Shirabe pour piccolo, flûte et flûte alto
- 1982 Kacho-Zufu pour yokobue et percussions
- 1985 Song Book pour guitare et harmonica
- 1989 Quartetto « Légende » pour quatuor à cordes
- 1990 Sakura Variations pour quatuor à cordes
- 1992 Lament pour quatuor à cordes
- 2000 Sanata pour violoncelle
- 2002 Viola Sonata Process pour alto et piano
- CONTRASTS for two Marimbas

### Œuvres pour piano
- 1978 Toukkuiguwa
- 1980 Modottekita Hizuke
- 1981 Sonata pour piano
- 1984 3 chansons de Shima-kodomo-uta 2(berceuses d'Okinawa)
- A Book for Piano
- About Trees
- Blanqui pour deux pianos
- Chugoku-chino No Komori-uta
- Four generals
- No No Hitsuji
- Preludes
- Returned dates pour piano
- Second Piano Sonata "About Trees"
- The Returned Dates
- Third Piano Sonata "Angelus Novus"
- Tuk-Kui-Gwa (A Tiny Bottle)
- Warsawianka Varition

### Pièce pour accordéon
- 1988 A Bee Crosses Over the Strait

### Musiques de film
- 1952-1953 : Genbaku shokei - (« Enfants d'Hiroshima »)
- 1958 : Amanjaku and Urikohime
- 1960 : L'Île nue - (L'île nue, promenade, thème de l'eau, la mort de l'enfant)
- 1961 : Esugata nyobo
- 1961 : La Nuit des femmes (女ばかりの夜, Onna bakari no yoru?) de Kinuyo Tanaka
- 1962 : Mademoiselle Ogin (お吟さま, Ogin-sama?) de Kinuyo Tanaka
- 1965 : Onibaba
- 1966 : L'Étranger à l'intérieur d'une femme (女の中にいる他人, Onna no naka ni iru tanin?) de Mikio Naruse
- 1966 : Sesso perduto
- 1967 : Été japonais : Double suicide contraint (無理心中日本の夏, Muri shinjū : Nihon no natsu?) de Nagisa Ōshima
- 1967 : La Femme du docteur Hanaoka de Yasuzō Masumura[2]
- 1967 : Nihon shunaka-ko
- 1968 : Kuroneko
- 1968 : La Pendaison (絞死刑, Kōshikei?) de Nagisa Ōshima
- 1969 : La Bête aveugle
- 1969 : Le Petit Garçon (少年, Shōnen?) de Nagisa Ōshima
- 1970 : Hadaka no Jukyusai - (Play It Cool)
- 1972 : Sous les drapeaux, l'enfer
- 1975 : Okonjoruri
- 1977 : Chikuzan, le baladin aveugle (竹山ひとり旅, Chikuzan hitori tabi?) de Kaneto Shindō
- 1979 : Seishoku no ishibumi
- 1980 : Akitsu Onsen
- 1981 : Honoo no dai gogakusho
- 1982 : The Go Masters (未完の対局, Mikan no taikyoku?) de Jun'ya Satō, Duan Ji-shun et Liu Shu'an
- 1986 : Alberi Decidui
- 1992 : Histoire singulière à l'est du fleuve (濹東綺譚, Bokutō kidan?) de Kaneto Shindō
- 1995 : Gogo no Yuigonjo - Le Testament du soir
- 2000 : Sammon Yakusha
- 2003 : Fukuro
- 2003 : Koshikei